# Спортивный институт Гонконга

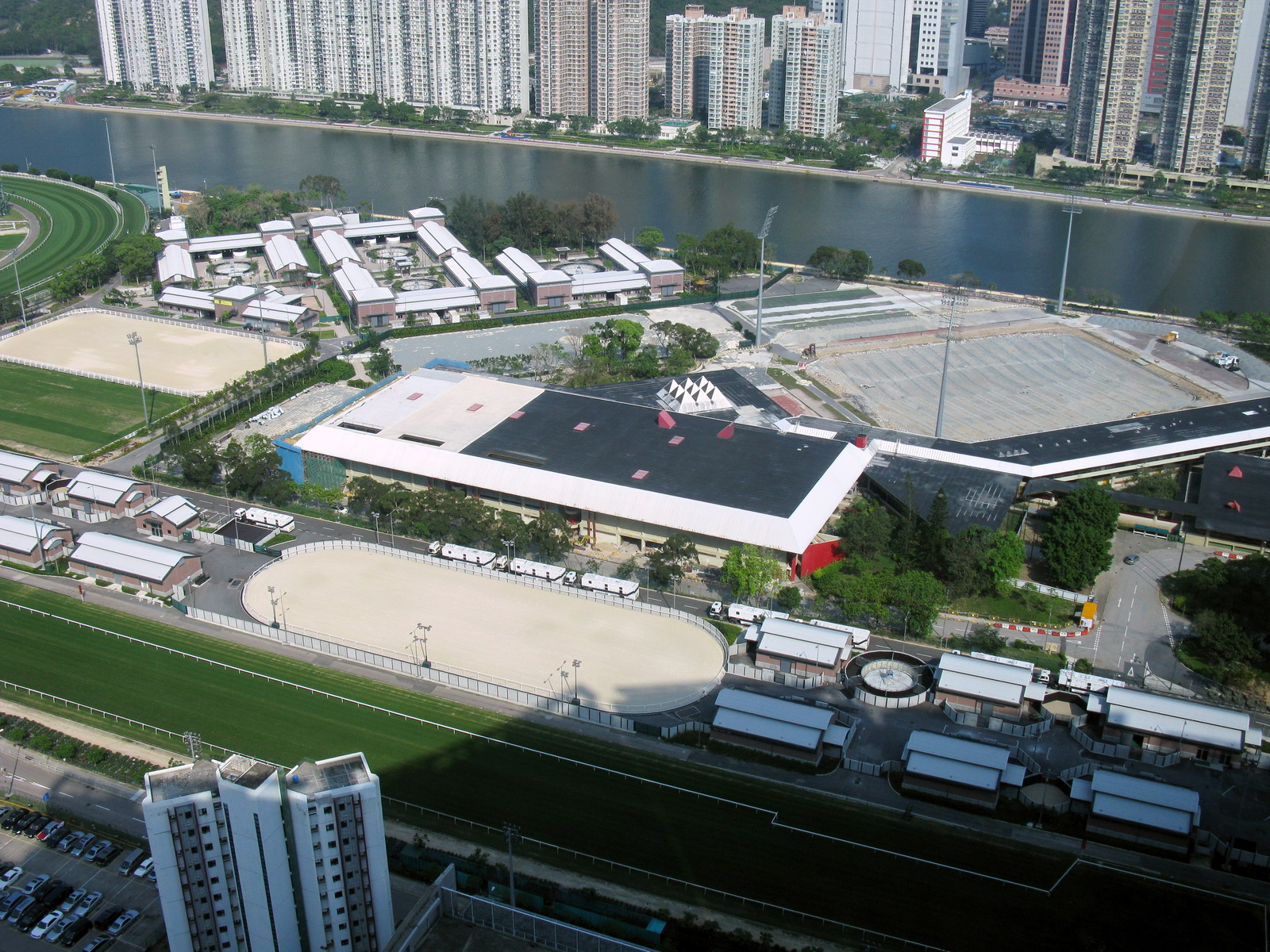
Вид на комплекс

Спортивный институт Гонконга (кит. трад. 香港體育學院, упр. 香港体育学院, пиньинь Xiānggǎng Tǐyù Xuéyuàn) — учебное заведение в Гонконге.
Строился под названием Jubilee Sports Centre с 1977 года. Первоначальное название дано в честь «серебряного юбилея» (25 лет) восшествия на трон королевы Великобритании Елизаветы II. Открылся в 1982 году, церемонию возглавлял принц Эдвард.
В рамках Летних Олимпийских игр 2008 года здесь проходили соревнования по конному спорту.